# One Line
One Line (en hangul, 원라인; romanización revisada, Wonlain) es una película de thriller policial surcoreana, escrita y dirigida por Yang Kyung-mo, protagonizada por Im Si-wan, Jin Goo, Park Byung-eun, Lee Dong-hwi y Kim Sun-young.

## Reparto
- Im Si-wan como Min-jae.
- Jin Goo como Suk-goo.
- Park Byung-eun como Ji-won.
- Lee Dong-hwi como Manager Song.
- Kim Sun-young como Asistente del mánager Hong.
- Ahn Se-ha como Detective Chun.[6]
- Park Jong-hwan como Ki-tae.
- Kim Hong-pa como Director Baek.
- Park Yu-hwan como Hyuk-jin.
- Wang Ji-won como Hae-sun.
- Jo Woo-jin como fiscal Won.
- Lee Suk-ho como Moon-soo.
- Kim Gook-hee como Joo-hee.[7]
- Lee Do-hyun como el señor Park.
- Park Sung-yeon como la señora Choi.
- Lee Il-hwa como Young-hee (cameo).
- Park Hyung-soo como el secretario Han.[8]
- Oh Min-ae como Joo Hee-mo.
- Park Keun-rok.
- Na Soo-yoon.
- Shin Dong-ryuk.
- Kwon Bum-taek.
- Kim Jung-soo.
- Shin Jung-sup.
- Kang Jin-ah.
- Kim Ga-eun.
- Jun Kwang-jin.
- Kim Keun-young.

## Producción
La filmación empezó en enero de 2016.